# Laura Lippman
Laura Lippman, född 31 januari 1959 i Atlanta, Georgia, är en amerikansk deckar- och kriminalförfattare.

## Biografi
Lippman är uppvuxen i Baltimore, Maryland. Hon är utbildad journalist och har arbetat som journalist på Waco Tribune-Herald i Texas och San Antonio Light i Baltimore i sammanlagt 20 år. Lippman är gift med David Simon, som är författare och framförallt känd för tv-serien The Wire.
Lippman debuterade 1997 med Baltimore blues, vilken var den första i en serie om cirka tio böcker om journalisten och privatdetektiven Tess Monaghan.
Lippman har vunnit flera priser, däribland en Agatha Award med Butchers hill (1998) och två stycken Anthony Award.